# Punahou School

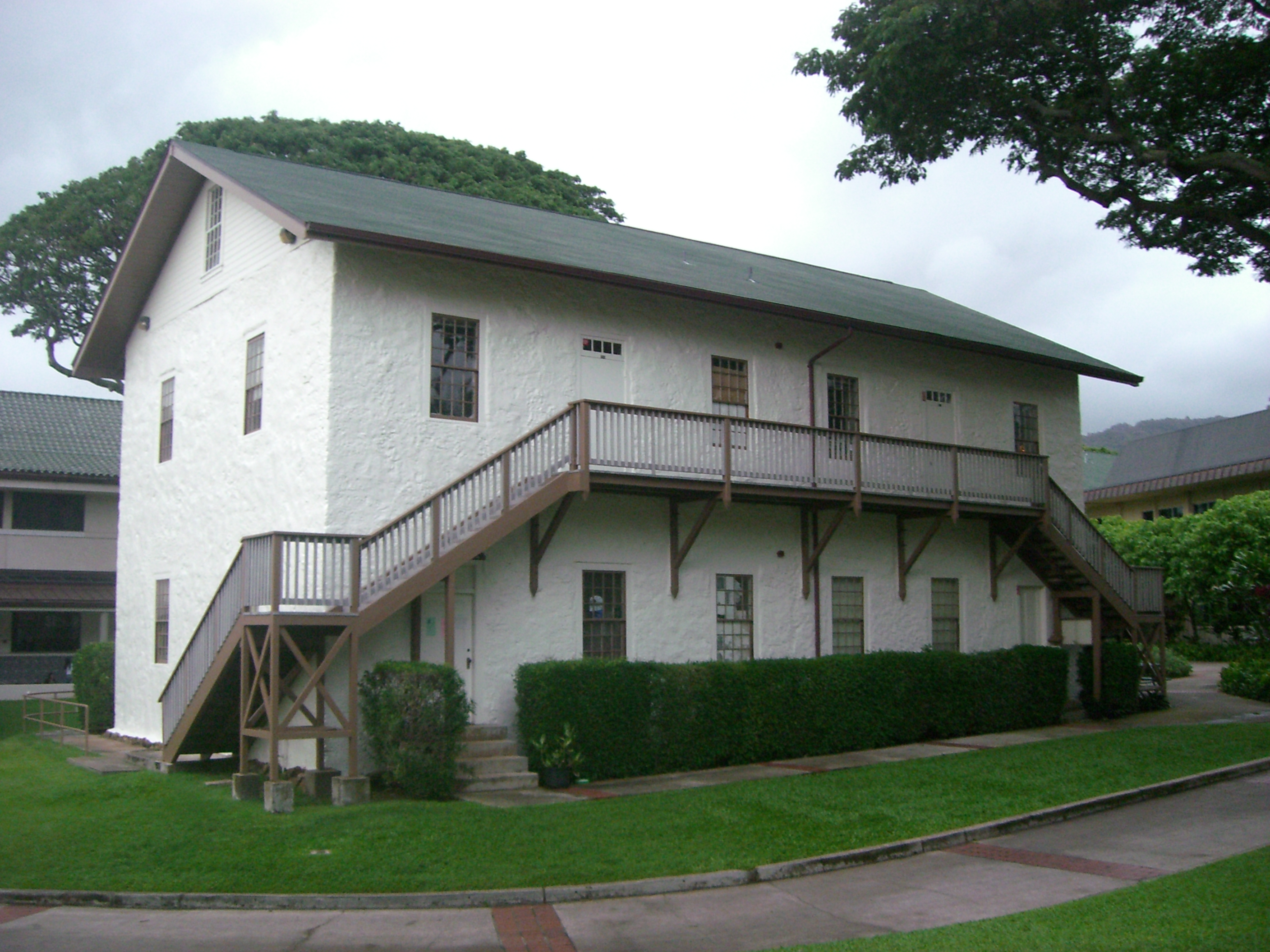
Old School Hall, den äldsta byggnaden i Punahou School.

Punahou School (hawaiiska: Kula ʻo Punahou), tidigare känd som Oahu College, är en privat, högskoleförberedande samskola i Honolulu, Honolulu County, i den amerikanska delstaten Hawaii. Det är den största oberoende skolan i USA med omkring 3 750 elever. Den bildades 1841.
USA:s senare president Barack Obama gick på Punahou School från femte klass (1971) till sin high school-examen 1979.